# Vjatjeslav Vojnov
Vjatjeslav Leonidovitj "Slava" Vojnov, född 15 januari 1990 i Tjeljabinsk, är en rysk professionell ishockeyspelare som spelar för SKA Sankt Petersburg i Kontinental Hockey League (KHL).
Vojnov valdes av Los Angeles Kings som 32:e spelare totalt i 2008 års NHL-draft.
Vojnov har även representerat det ryska juniorlandslaget vid ett flertal tillfällen.
Under delar av år 2014 och 2015 har han varit inblandad i ett rättsfall där han först misstänkts och senare åtalats och dömts för misshandel av sin fru. Detta ledde även till att NHL stängt av Vojnov på obestämd tid.
Från och med säsongen 2020-2021 är Vojnov återigen tillåten att spela i NHL då hans avstängning förkortades under 2019. Dock har Los Angeles Kings som äger hans rättigheter sagt sig inte vilja ha tillbaka honom och merparten av de andra lagen i NHL säger sig inte vara intresserade av att ta över hans rättigheter.

## Klubbar
- Traktor Tjeljabinsk, –2008
- Manchester Monarchs, 2008–2013
- Los Angeles Kings, 2011–2015
- SKA Sankt Petersburg, 2015–